# Sue Reeve
Sue Reeve (Reino Unido, 17 de septiembre de 1951) es una atleta británica retirada especializada en la prueba de salto de longitud, en la que consiguió ser medallista de bronce europea en pista cubierta en 1978.

## Carrera deportiva
En el Campeonato Europeo de Atletismo en Pista Cubierta de 1978 ganó la medalla de bronce en el salto de longitud, con un salto de 6.48 metros, tras la checoslovaca Jarmila Nygrýnová  (oro con 6.62 metros) y la húngara Ildikó Erdélyi  (plata con 6.49 metros).